# Paphiopedilum charlesworthii
Paphiopedilum charlesworthii é uma espécie de orquídea (Orchidaceae) do Sudeste Asiático.